# Modos de audición de Schachtel
Los Modos de audición de Schachtel es un modelo que explica como se produce el proceso de percepción sonora, de cómo se dota de significación a los sonidos.

Ernest Schachtel estableció 2 modos de audición (formas de percepción sonora) en función de dónde se centraba la propia audición: en el sujeto o en el objeto.
1. El modo de audición autocéntrico es un modo de audición subjetivo basado en el sentimiento de satisfacción o insatisfacción del sujeto ante el estímulo sonoro.
2. El modo de audición alocéntrico es un modo de audición centrado en el propio sonido. "¿Qué significa?". "¿Qué evoca?".

- Datos: Q6020392